# 聯合車站—皮爾遜機場快線
聯合車站－皮爾遜機場快線（英語：Union Pearson Express，簡稱）是加拿大安大略省大多倫多地區一條機場聯外鐵路線，連接地區内兩個主要交通樞紐－多倫多市中心的聯合車站和密西沙加的多倫多皮爾遜國際機場。項目工程於2011年展開，於2015年泛美運動會開幕前的6月6日通車，耗資約4億5600萬加元。機場快線與GO運輸公司同屬負責管理和協調大多倫多及咸美頓地區運輸事務的省政府機構都市連通：機場快線的企業形象、車隊和收費架構獨立於GO運輸旗下的通勤鐵路和巴士服務，但兩者共享路軌、訊號系統和車廠等設施。
機場快線每天提供140班列車服務，每15分鐘有一班列車，車程全長約25分鐘，預料每天乘客量約5千人次。機場快線的營運時段介乎每天早上5時半至翌日凌晨1時，服務時數達19.5小時。機場快線車隊由柴聯車構成；日後沿線電氣化工程完成後，列車可改以電力驅動，但電氣化工程的時間表尚未落實。

## 歷史
安大略省政府從1980年代末起已構思改善皮爾遜機場的聯外公共交通服務，並於1989年至1991年間就此進行三項研究。當中於1990年發表的研究審視了透過GO通勤鐵路的喬治鎮線（Georgetown line）提供機場聯外鐵路的可行性，而於1991年發表的研究則探討將多倫多地鐵布魯亞－丹佛線從基柏齡站伸延至皮爾遜機場的方案。
機場鐵路方案擱置多年後，加拿大交通部於2001年4月就皮爾遜機場對外鐵路線項目招標，於2003年5月公佈入圍的四個財團，再於同年11月宣佈旗下的財團成功投得項目。此鐵路線將連接皮爾遜機場和聯合車站，中途停靠GO通勤鐵路的布魯亞站並在此與多倫多地鐵布魯亞－單福線的登打士西地鐵站交匯，車程全長約22分鐘，因而取名為，當時預料於2008年至2010年間通車。
然而，安省政府和承建商就項目公私合夥的細節無法達成共識，項目環境評估過程冗長，而沿線居民亦擔心鐵路線會造成大量噪音和廢氣污染而作出抗議，令項目到了2008年仍停滯不前。有見及此，安省政府於同年6月修改環境評估過程，將所需時間從三年縮短至六個月；項目的最後環境評估報告則於2009年7月公佈。此外，安省政府亦於2008年與承建商重返談判桌，但經過兩年商議後，雙方還是無法達成共識。兩者的公私合夥關係遂於2010年7月中斷，而項目亦轉交省政府轄下的都市連通。項目當時暫名為，到2012年11月29日則正式改為現稱。機場快線於2015年6月6日通車；多倫多市長莊德利亦有乘坐前赴機場公幹。

## 服務

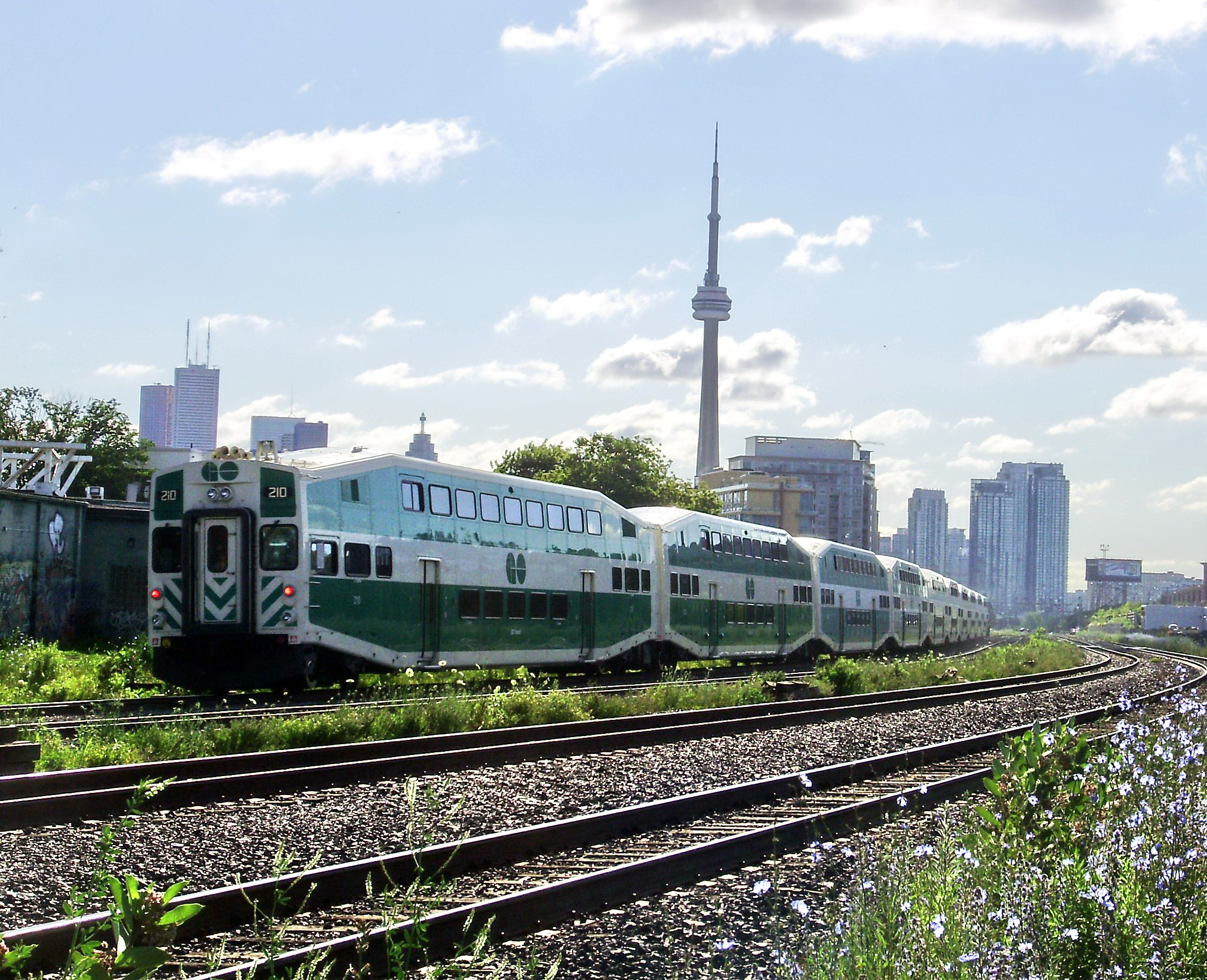
機場快線的大部分路段與GO通勤鐵路的基秦拿線共用路軌

### 走線
機場快線的市區終點站為聯合車站，自此往西北方向沿GO通勤鐵路的基秦拿線（Kitchener line，即過去的喬治鎮線）前往機場。介乎巴佛士街和427號公路長約22公里的路軌進行了改善工程，以有效承載機場快線、GO通勤鐵路、加拿大國家鐵路公司以及維亞鐵路的各項鐵路服務。機場快線越過427號公路後則脫離基秦拿線，沿全長3.3公里的新建專用路軌通往皮爾遜機場1號客運大樓。
機場快線中途停靠GO通勤鐵路基秦拿線的布魯亞站和威斯頓站；布魯亞站將進行改建工程以便乘客在機場快線、GO通勤鐵路和多倫多地鐵布魯亞－丹佛線的登打士西站之間換乘。另外，機場快線於皮爾遜機場1號客運大樓車站與皮爾遜機場旅客捷運系統交匯，乘客可在此換乘旅客捷運系統前往3號客運大樓。

### 車站
聯合車站－皮爾遜機場快線的車站由西至東如下：
| 車站英文名稱             | 車站中文譯名 | 車站接駁                                                                                     |
| ------------------------ | ------------ | -------------------------------------------------------------------------------------------- |
| 聯合車站－皮爾遜機場快線 |              |                                                                                              |
|                          | 皮爾遜站     | 皮爾遜機場旅客捷運系統                                                                       |
|                          | 韋斯頓站     | GO通勤鐵路基秦拿線、多倫多公車局巴士                                                         |
|                          | 布魯亞站     | GO通勤鐵路基秦拿線、多倫多公車局服務（巴士、地鐵布魯亞－丹佛線登打士西站、路面電車）         |
|                          | 聯合車站     | 多倫多公車局服務（地鐵央街線聯合車站、路面電車）、GO通勤鐵路所有路線、維亞鐵路和美鐵城際鐵路 |

### 使用車輛

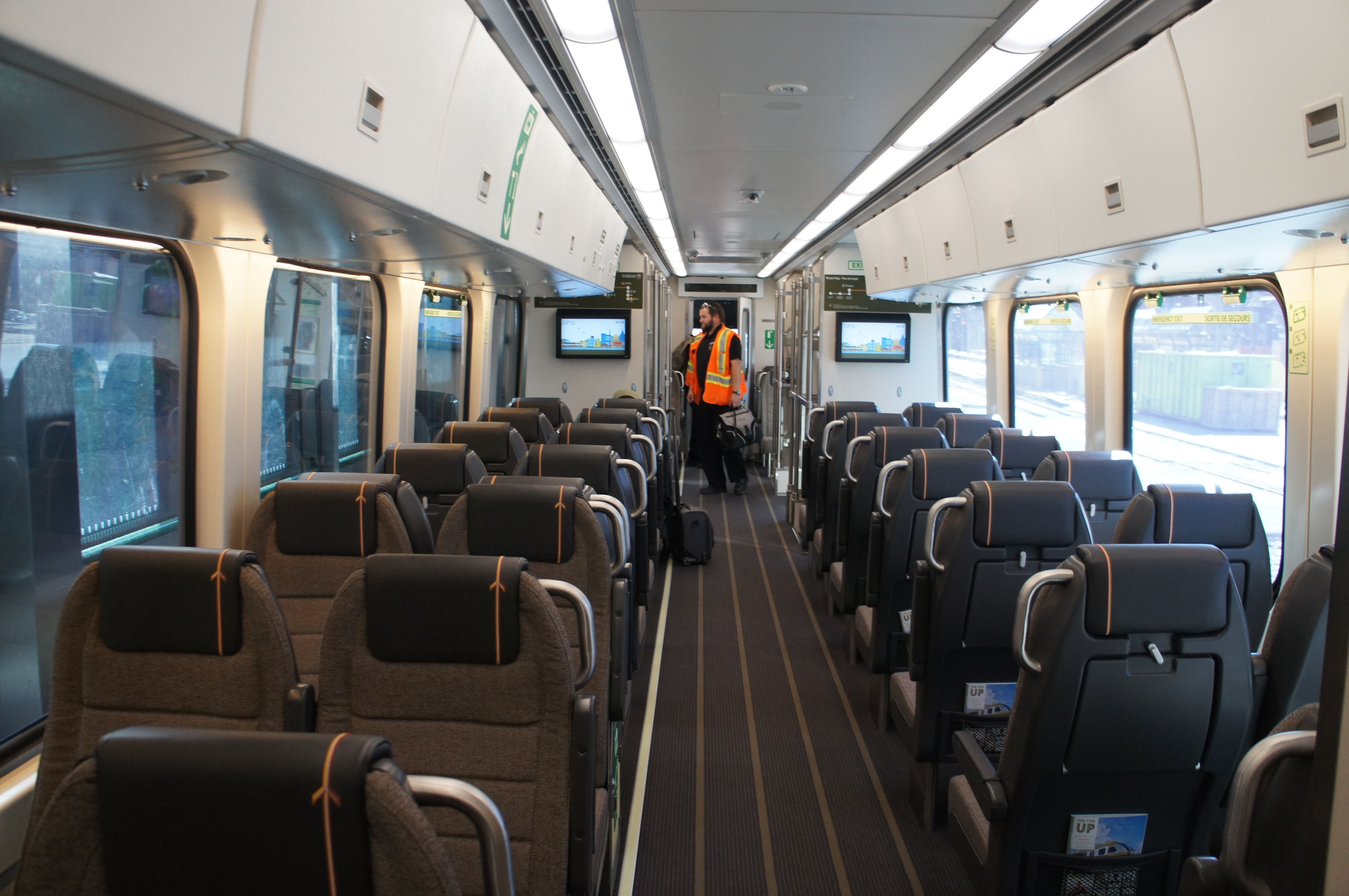
機場快線車廂内部

機場快線的車隊共有18輛柴聯車廂：四組列車由三節車廂組成，而三組列車則由兩節車廂組成。兩節編制的列車可承載115名乘客，而三節編制的列車則可承載173名乘客。車廂内部提供無線上網、行李架、航班資訊顯示屏、洗手間和電插座等設施。
都市連通於2011年3月宣佈斥資5300萬加元從日本車輛製造訂購12輛柴聯車，後來再增購6輛。車廂從2013年1月起於日本車輛的愛知縣豐川市廠房投入生產，首批車廂於2014年3月從日本運送至美國伊利諾伊州進行組嵌，再從同年7月起在當地進行高速和低速路試，其後陸續付運至多倫多。

### 收費
機場快線的車資以乘客年齡、起迄車站和付款方式分為數個類別。團體、來往機場接送親友的乘客和機場僱員亦可享用折扣。乘客可以在车站使用自动售票机上使用银行卡，信用卡付费购买车票，也可以在车站人工服务柜台使用现金付费购买车票。如果因为时间仓促来不及在车站付费购买车票，可在登車後在車廂内直接向列车服务人员付費购买车票，但需額外繳付$2附加費，且只能使用信用卡付费。
在2015年9月的報告，來往機場及聯合車站 (Union Station)每日載客量只有1成，即每日只有約2,500人乘坐。機場快線於2016年3月9日正式大幅下調車資，例如: 單程車票車資由原來27.5加元減至12加元。
| 收費類別                                                                 | 收費類別     | 來往皮爾遜機場單程/來回車資（加元） | 來往皮爾遜機場單程/來回車資（加元） | 來往皮爾遜機場單程/來回車資（加元） |
| 收費類別                                                                 | 收費類別     | 聯合車站 (Union Station)            | 布魯亞站 (Bloor Station)            | 威斯頓站 (Weston Station)           |
| ------------------------------------------------------------------------ | ------------ | ----------------------------------- | ----------------------------------- | ----------------------------------- |
| 20-64歲成人                                                              | Presto智能卡 | $9.25 / --                          | $5.02 / --                          | $4.71 / --                          |
| 20-64歲成人                                                              | 普通車票     | $12.35 / $24.70                     | $5.65 / $11.30                      | $5.30 / $10.60                      |
| 13-19歲學生                                                              | Presto智能卡 | $9.25 / --                          | $4.61 / --                          | $4.33 / --                          |
| 13-19歲學生                                                              | 普通車票     | $12.25 / $24.70                     | $5.65 / $11.30                      | $5.30 / $10.60                      |
| 65歲或以上長者                                                           | Presto智能卡 | $5.80 / --                          | $2.68 / --                          | $2.51 / --                          |
| 65歲或以上長者                                                           | 普通車票     | $6.20 / $12.40                      | $2.85 / $5.70                       | $2.65 / $5.30                       |
| 家庭                                                                     | 普通車票     | $25.70 / --                         | $12.00 / --                         | $11.00 / --                         |
| * 12歲或以下小童和傷殘乘客的同行旅客可免費乘車。                         |              |                                     |                                     |                                     |
| * 一張家庭票可供最多兩名成人以及最多三名小童(19歲或以下)使用。           |              |                                     |                                     |                                     |
| * 雙程車票、來往機場接送親友的優惠車票和機場員工優惠車票只可於網上購買。 |              |                                     |                                     |                                     |

## 外部連結
- （英文）Union Pearson Express：聯合車站－皮爾遜機場快線官方網站